# 普門院 (朝倉市)
普門院（ふもんいん）は、福岡県朝倉市（旧朝倉郡杷木町）にある高野山真言宗の寺院。山号は広大山。本尊は十一面観音。

## 歴史
この寺は、747年（天平19年）行基によって開かれたと伝えられ、麻氐良布神社の別当寺であった。もとは筑後川の近くにあったが、その後現在地に移された。なお、空海もこの寺に入ったと伝えられる。応仁年間（1467年-1469年）兵火により焼失し古記録を失っている。

## 文化財

### 重要文化財
- 本堂 - 鎌倉時代後期（1275年-1332年）の建立。桁行三間、梁間三間、一重、宝形造、向拝三間、本瓦葺。大正2年（1913）04月14日指定。[1]
- 木造十一面観音立像 - 平安時代の作品。大正1年（1912）09月03日指定。[2]

### 福岡県指定天然記念物
- ビャクシン[3]

## 所在地
- 福岡県朝倉市杷木志波5376